# 東美鉄道デボ100形電車
東美鉄道デボ100形電車（とうみてつどうデボ100がたでんしゃ）は、後の名鉄広見線および八百津線に相当する路線を敷設・運営した東美鉄道が、1930年（昭和5年）より導入した客貨合造構造の電車である。
デボ100形は、後年の東美鉄道の名古屋鉄道（名鉄）への吸収合併に際して名鉄へ継承されて形式称号をモニ300形と改めた。その後車種変更を伴う改造を経て、最終的にク2190形の形式称号が付与され、1973年（昭和48年）まで運用された。
以下、本項においてはデボ100形として落成した車両群を「本形式」と記述する。

## 導入経緯
東濃鉄道（現・東濃鉄道とは別事業者）の運営路線の国有化に際して、東濃鉄道のほか旧・名古屋鉄道および大同電力の3社の共同出資によって設立された東美鉄道は、既存路線（広見 - 御嵩間、現・名鉄広見線の末端区間に相当）の中間駅である伏見口（現・明智）より分岐して兼山・八百津方面に至る支線（後の名鉄八百津線に相当）の敷設免許を旧・名古屋鉄道より譲り受け、建設工事を進めた。1930年（昭和5年）4月に伏見口 - 兼山間が暫定開通し、同年10月の兼山 - 八百津間開通をもって伏見口 - 八百津間7.3 kmが全線開通した。
本形式は、上記の東美鉄道線の支線開通に際して1930年（昭和5年）3月31日付竣功届出によりデボ101が導入され、翌1931年（昭和6年）2月6日竣功届出によりデボ102が増備された。製造はいずれも日本車輌製造本店が担当した。
東美鉄道が従来保有する電車は、旧・名古屋鉄道より譲り受けた木造4輪単車のデ1形（元名古屋鉄道デシ500形）のみであり、本形式は東美鉄道初の自社発注車両であるとともに、半鋼製車体および2軸ボギー構造を初めて採用した車両であった。また、東美鉄道は本形式の導入後、車両の新製発注を行わなかったため、本形式は東美鉄道における最初で最後の新製車両となった。

## 仕様
本形式の車体各部寸法など基本設計は、現在の近鉄志摩線に相当する路線を敷設・運営した事業者である志摩電気鉄道が、1929年（昭和4年）に同じく日本車輌製造本店において新製した10形電車と全く同一である。ただし両者は細部には相違点を有し、たとえば前後妻面の前照灯の設置位置については、志摩電気鉄道10形が前面屋根部中央に取付ステーを介して1灯設置したのに対して、本形式は前面中央窓下の腰板部へ1灯設置した点や、集電装置が志摩電気鉄道10形の菱形パンタグラフ仕様に対して本形式はトロリーポール仕様である点などが異なる。

### 車体
車体長12,630 mm・車体幅2,405 mmの、構体主要部分を普通鋼製とした半鋼製車体を備える。前後妻面に運転台を備える両運転台仕様で、また前述の通り一端の車端部を荷物室とする客貨合造構造を採用した。
妻面構造は前後とも貫通扉のない非貫通仕様とし、700 mm幅の前面窓を3枚均等配置した。窓の上下寸法は妻面・側面とも660 mmで統一し、また腰板部の上下寸法が1,130 mmと大きく取られているため、腰高な印象を与える外観となっている。前照灯は250 Wの白熱灯仕様、後部標識灯は5 Wの電灯仕様で、前照灯は前後妻面の腰板部（妻面中央窓下部）へ各1灯、後部標識灯は同腰板下部の向かって左側へ各1灯、それぞれ設置した。
側面は荷物室側の運転台にのみ500 mm幅の乗務員扉を設置し、逆側の運転台には同幅の側窓を設けたのみで乗務員扉は省略された。側面3か所に設置された920 mm幅の片開き式側扉のうち、乗務員扉寄りの1か所を荷物用扉とし、乗務員扉と荷物用扉の間に設置された440 mm幅の側窓は楕円形の固定窓、いわゆる「丸窓」として外観上のアクセントとしている。丸窓以外の側窓は645 mm幅で統一し、窓間柱寸法は65 mmとした。戸袋窓以外の開閉可能窓はいずれも一段落とし窓構造である。側面窓配置はd e B 1 D 8 D 1（d：乗務員扉、B：荷物用扉、D：客用扉、e：丸窓、各数値は側窓の枚数）で、d e B 1の部分が荷物室に区分されている。なお、デボ102は落成当初より乗務員扉を省略して逆側の運転台部分と同じく500 mm幅の側窓を設け、側面窓配置は1 e B 1 D 8 D 1と設計変更された。
客用扉・荷物用扉はいずれも手動開閉式とし、また全ての側扉の下部には内蔵ステップを設置、側扉下端部は車体裾部まで引き下げられている。その他、前述した丸窓と戸袋窓部分の窓ガラスは通常の透明ガラスではなく磨りガラス仕様とした。
車内客室部分はロングシート仕様で、側窓上部には荷棚を、天井部にはつり革をそれぞれ設置した。荷物室部分は座席をはじめとした接客設備を省略し、側窓内側には窓ガラス保護用の鉄格子が設置された。車内の客室と荷物室との境界には仕切り壁を設置、壁面へ引き扉式の開閉扉を設けた。この扉はデボ101が片開き構造であったのに対して、デボ102は有効幅を拡幅した両開き構造に改められた点が異なる。車両定員はデボ101・デボ102とも60人（座席定員28人）である。
車内照明機器は20 Wの白熱灯仕様で、客室部分へ8基、荷物室部分へ2基、それぞれ設置した。

### 主要機器
制御方式は前後各運転台に設置された東洋電機製造DB1-K直接制御器（ドラムコントローラー）による直接式で、直並列組合せ抵抗制御による力行制御を行うほか、非常用発電制動機能を備える。主電動機は同じく東洋電機製造製の定格出力75 PS（端子電圧600 V時）の補極付直流直巻電動機を採用、各台車の内側軸（第2・第3軸）へ1両あたり2基、歯車比3.67 (66:18) で搭載した。駆動方式は吊り掛け式である。
台車は形鋼組立形の釣り合い梁式台車である日本車輌製造D12を装着する。本形式が装着するD12台車の固定軸間距離は2,100 mm、車輪径は864 mmである。
制動装置はSM-3直通空気ブレーキを常用制動として使用、手用制動を併設する。その他前述した直接制御器の操作による非常用発電制動を備える。
その他、集電装置としてトロリーポールを屋根上前後端部へ各1基搭載し、前後妻面には連結運転に備えてシャロン式下作用形並形自動連結器を装着した。集電装置は後年パンタグラフに換装され、荷物室側の屋根上へ菱形パンタグラフを1基搭載した。

## 運用
導入後は旅客運用のほか、貨車を牽引する貨物列車または混合列車運用にも充当された。
その後、太平洋戦争の激化に伴う戦時体制への移行により、陸上交通事業調整法を背景とした地域交通統合の時流に沿う形で、東美鉄道は1943年（昭和18年）3月1日付で名古屋鉄道（名鉄）へ吸収合併された。本形式は名鉄への継承に際して形式称号をモニ300形と改め、記号番号はデボ101がモニ301へ、デボ102がモニ302へそれぞれ変更された。
戦後の1952年（昭和27年）に、モニ301・モニ302とも荷物室を撤去して客室化し、形式称号および記号番号はモ300形301・302と改められた。荷物室の撤去に際しては、旧荷物用扉を客用扉へ転用し、旧荷物用扉直後の客用扉を埋込撤去して側窓を2枚新設、側面窓配置はモ301がd e D 11 D 1、モ302が1 e D 11 D 1となった。車内では荷物室と客室を区分する仕切り壁を撤去し、座席を客用扉へ転用された旧荷物用扉付近まで延長した。この結果、車両定員は80人（座席定員40人）に増加した。
改造後も従前と同じく、竹鼻線など架線電圧600 V仕様の支線区各路線において運用された。しかし、直接制御の本形式は間接制御の他形式との総括制御が不可能であるため運用上の制約があり、また主電動機出力が他形式と比較して低かったことから、1960年（昭和35年）8月に2両とも電装解除による制御車化改造が実施された。形式称号および記号番号はク2190形2191・2192となり、運転台には従来の直接制御器に代わって間接自動制御（AL制御）仕様の主幹制御器が設置された。また、電装解除と同時に旧パンタグラフ側（丸窓側）の運転関連機器を撤去して片運転台仕様に改められたが、ク2191（元モ301）の旧乗務員扉は撤去されることなく存置された。
制御車化改造後はモ700形・モ750形などと編成して運用されたが、ク2192は1964年（昭和39年）2月に発生した新川工場火災において被災焼失し、同年5月に廃車となった。一方、ク2191は犬山地区の各支線区において運用されたのち、1964年（昭和39年）10月の小牧線の架線電圧1,500 V昇圧工事完成に際して、モ750形758・759とともに瀬戸線へ転属した。転属に際しては台車交換が実施され、従来のD12から他形式の廃車発生品であるボールドウィン・ロコモティブ・ワークス (BWL) 製のボールドウィンA釣り合い梁式台車に換装された。
ク2191は転属後も主にモ700形・モ750形の制御車として運用された。1965年（昭和40年）9月に台車がク2240形2242の廃車発生品であるブリル (J.G. Brill) 77E-1に換装され、1967年（昭和42年）には車内照明の蛍光灯化が施工された。
しかし、車体長13 m級の小型車体を備える本形式は収容力が他形式よりも劣り、また客用扉が終始手動扉仕様のままであったことから、1973年（昭和48年）の3700系（2代）転属に伴う瀬戸線在籍の手動扉仕様車の淘汰実施に際して廃車対象となった。ク2191は1973年（昭和48年）9月10日付で除籍され、これにより東美鉄道デボ100形として導入された車両群は全廃となった。